# Enzo Rosa
Enzo Rosa (né le 24 avril 1913 à Balzola dans la province d'Alexandrie et mort le 20 février 1994 est un joueur italien de football, qui évoluait au poste d'attaquant.

## Biographie
Enzo Rosa est formé par un club de sa région natale, la Juventus, avec qui il fait ses débuts en Serie A en 1931, jouant son premier match professionnel le 4 octobre 1931 lors d'un nul 1-1 contre Casale.
Il joue ensuite pour les clubs de Pavie, de l'Atalanta, de Biellese, de Casale, de Piacenza et de Pinerolo.

## Palmarès
Enzo Rosa remporte avec la Juventus le titre de champion d'Italie en 1931-32.